# Comuna Vilne, Korop
Vilne (în ucraineană Вільне) este o comună în raionul Korop, regiunea Cernihiv, Ucraina, formată din satele Borîsove, Borzențiv, Smile, Tarasivka și Vilne (reședința).

## Demografie
Componența lingvistică a comunei Vilne
     Ucraineană (93,85%)
     Rusă (5,84%)
     Alte limbi (0,32%)
Conform recensământului din 2001, majoritatea populației comunei Vilne era vorbitoare de ucraineană (93,85%), existând în minoritate și vorbitori de rusă (5,84%).